# خوسيه أسيفيدو
خوسيه أسيفيدو (بالإسبانية: José Acevedo) هو منافس ألعاب قوى فنزويلي، ولد في 30 مارس 1986 في كاراكاس في فنزويلا.

## وصلات خارجية
- خوسيه أسيفيدو على موقع الاتحاد الدولي لألعاب القوى (الإنجليزية)
- خوسيه أسيفيدو على موقع أوليمبيديا (الإنجليزية)